# Adobe Flex
Adobe Flex
Produs software creat de Adobe Systems destinat creării de aplicații interactive. Sub denumirea de RIA s-au dezvoltat o serie de aplicații interactive, având o interfață unitară formată din controale și componente. Formatul specific Flex este MXML (Macromedia XML). Pentru programatori se poate folosi cu succes limbajul de scripting ActionScript. Rezultatul final este un fișier Flash de tip SWF care cuprinde elemente de interfață interactive.
1. ↑   https://projects.apache.org/json/projects/flex.json, accesat în 8 aprilie 2020 Lipsește sau este vid: |title= (ajutor)